# 蟹人
蟹人（撒奇萊雅語：kalang a tademaw），是台灣撒奇萊雅族傳說中半人半蟹的奇人，雖然長相很畸形，但擁有神奇的力量，並藉此改變了自己的人生。

## 外表
蟹人的外表是個人頭蟹身的怪嬰。

## 傳說
據說蟹人剛出生時，就因為其詭異的外表而被母親丟入海中，但他的祖父母因為心疼自己的孫子而親自撫養他。蟹人不到一歲就會講話，並要求用香蕉葉當被單、睡在兩人中間，經常聲稱自己總有一天會變成「真正的人」。
後來蟹人長大後想要結婚，祖父母幫他從遠方找來一個女孩。新娘到他們家住了八天都沒看到丈夫，後來才在詢問祖父母後得知丈夫的身分，她原本想要離開，但兩人請她再多留一晚，蟹人也信誓旦旦的說明天自己就可以變成人形，但要他們今晚先把自己用香蕉葉包起來、並插上長矛、丟進水井裡，家人照做了。隔天早上，新娘去井裡提水，而蟹人就站在木桶上，當第一道太陽光芒照射到他身上時，蟹人就變成一個高大挺拔的英俊男子，後來，他和新娘就結婚了。
後續
蟹人和妻子生下了一子一女。有一天，在家裡照顧弟弟的姊姊趁他睡著後就溜出去玩，傍晚回家時，卻是個沒見過的健壯男子幫她開門，還聲稱自己就是弟弟，原來這是源自蟹人的遺傳。